# Province de Guelmim
La province de Guelmim (en tamazight ⴳⵍⵎⵉⵎ, en arabe : كلميم) est une subdivision à dominante rurale de la région marocaine de Guelmim-Oued Noun. Elle tire son nom de son chef-lieu, Guelmim.

## Histoire
Guelmim a connu un grand essor à l’époque des Almoravides, où elle était un centre commercial important. La ville de « Noul Lamta » s’est démarquée comme l’un des principaux centres urbains au cours des VIIe et VIIIe siècles, et ses ruines se trouvent actuellement près du village d’Asrir.
La position de Guelmim en tant que halte principale pour les caravanes se dirigeant vers Tombouctou s’est renforcée, et elle a connu une activité commerciale intense entre les habitants locaux et les nomades, devenant ainsi un centre important pour le commerce de l’or, de l’ivoire, des dattes et du sel. Guelmim a également joué un rôle majeur dans la résistance à la colonisation française, continuant de croître sur le plan démographique et économique, surtout après la création de la province de Guelmim en 1979.
Aujourd’hui, Guelmim est un centre administratif et commercial de la province de Guelmim, caractérisé par une riche culture qui allie les traditions bédouines et la civilisation amazighe-arabe. La ville est célèbre pour ses marchés traditionnels et son festival annuel du « dromadaire », qui attire des visiteurs de tout le Maroc. Elle se distingue également par des paysages pittoresques, comprenant des dunes de sable doré et des oasis de palmiers verts, ce qui en fait une destination touristique unique.
Guelmim porte en elle une histoire riche et témoigne de civilisations successives. Aujourd’hui, elle est une ville moderne qui préserve son patrimoine et aspire à un avenir radieux et prospère.

## Géographie
La province de Guelmim est située au nord-ouest de la région, s’étendant sur une superficie de 10 783 kilomètres carrés. 

## Economie
Les principales activités économiques de cette province tournent essentiellement autour de l’agriculture et du tourisme. En ce qui concerne l’agriculture, la province se distingue par la production de cultures maraîchères (céréales, fourrages et cultures légumières) et la production d’arbres (oliviers, amandiers et palmiers dattiers).
Le secteur touristique connaît également une croissance, avec de nombreux projets d’investissement dans ce domaine. Les oasis de Taghjijt, Timoulait, et Tighmert, les sources thermales d’Abaïno et de Lalla Malouka, la plage blanche, ainsi que le fleuve et la kasbah d’Emtid, constituent de nombreux trésors touristiques qui renforcent l’attractivité de la province. En outre, d’autres activités liées au secteur minier, comme le fer, le cuivre, le plomb, ainsi que l’artisanat traditionnel tel que la joaillerie, la couture et le textile, sont également présentes.

## Administration et politique

### Découpage territorial
Elle est divisée en 20 communes, dont 2 urbaines. La population de la province est de 195 919 habitants, avec une densité de 16,5 habitants/km², la majorité étant des habitants urbains. La ville de Guelmim est la plus grande ville de la province.

## Démographie
| Municipalités | Population en 1994 | Population en 2004 | Population en 2014 | Population en 2024 |
| ------------- | ------------------ | ------------------ | ------------------ | ------------------ |
| Guelmim       | 72 563             | 95 749             | 117 988            | 126 729            |
| Bouizakarne   | 8 638              | 11 982             | 14 059             | 18 036             |
| Total         | 81 201             | 107 731            | 132 047            | 144 765            |